# Károly Frigyes szász–weimar–eisenachi nagyherceg
Károly Frigyes szász–weimar–eisenachi nagyherceg (Weimar, 1783. február 2. – Weimar, 1853. július 8.) Szász–Weimar–Eisenachi Nagyhercegség második uralkodója, porosz vezérőrnagy (Generalmajor).

## Származása, ifjúsága
Károly Frigyes volt Károly Ágost szász–weimar–eisenachi nagyherceg és Lujza hessen–darmstadti hercegnő legidősebb fia.

## Házassága és gyermekei

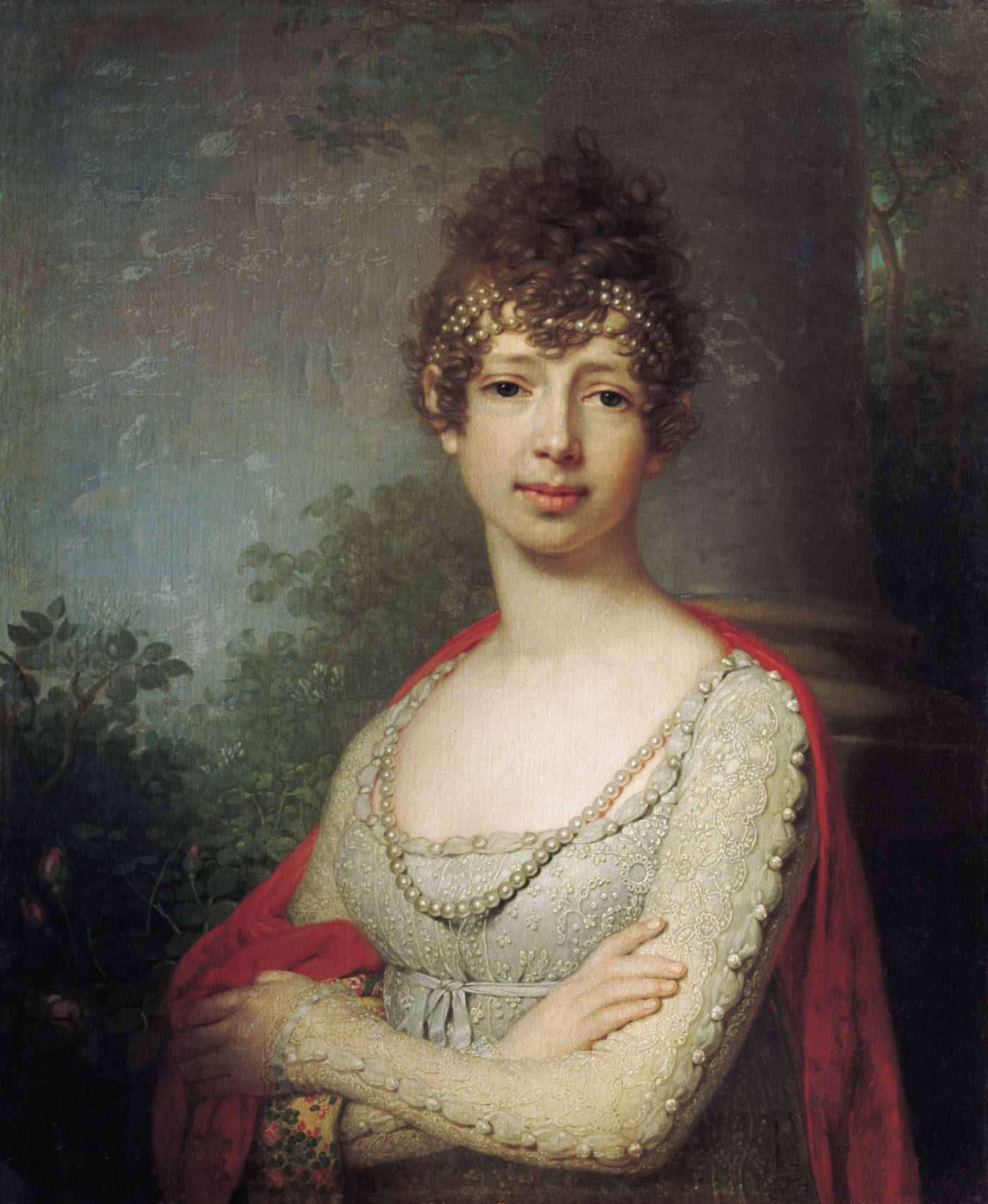
Felesége, Marija Pavlovna nagyhercegné

1804. augusztus 3-án Károly Frigyes Szentpétervárott házasságot kötött Marija Pavlovnaval. A házasságnak elsősorban politikai oka volt, hiszen a Marija nagyhercegnő által képviselt orosz cári családdal kialakított kapcsolat emelte rangosabb pozícióba a viszonylag szegényebb Szász–Weimar–Eisenachi Hercegséget. A ceremóniát követően az ifjú pár még kilenc hónapot töltött az orosz fővárosban, s csak ezután utaztak el Weimarba, ahol hatalmas ünnepségek keretében köszöntötték őket.
Marija Pavlovnának és Károly Frigyesnek négy gyermeke született:
- Pál Sándor Károly herceg (1805–1806), csecsemőként elhalálozott
- Mária Lujza Alexandrina hercegnő (1808–1877), házassága révén porosz királyi hercegné
- Auguszta Lujza Katalin (1811–1890), házassága révén porosz királyné és német császárné
- Károly Sándor Auguszt herceg (1818–1901), Szász–Weimar–Eisenach nagyhercege.